# Centro commerciale Le Terrazze
Le Terrazze è un centro commerciale e residenziale nel quartiere di Casal Palocco, situato nella periferia di Roma all'interno del territorio del Municipio X.

## Storia
Il centro commerciale è stato costruito tra la fine degli anni '60 e l'inizio dei '70, insieme a buona parte del quartiere di Casal Palocco.
Il nome Le Terrazze deriva dal particolare design degli appartamenti situati sul secondo livello del centro commerciale, che formano appunto delle terrazze sovrapposte. Il primo livello è invece occupato da un piazzale e diversi negozi e ristoranti.
A poca distanza dal centro commerciale è presente la chiesa di San Timoteo, lungo Viale Prassilla.

## Nella cultura di massa
Il piazzale del centro commerciale è apparso nel film Tenebre di Dario Argento, più precisamente nella scena della morte di Bullmer, interpretato da John Saxon. Altri film ivi girati sono ad esempio Io e Caterina di Alberto Sordi, 7 chili in 7 giorni di Luca Verdone, I magi randagi di Sergio Citti, F.F.S.S. di Renzo Arbore e Da grande di Franco Amurri.

## Trasporti
- Fermate autobus (Linee ATAC e Roma TPL)